# Mind Games
| 평가 점수                | 평가 점수 |
| 출처                     | 점수      |
| ------------------------ | --------- |
| AllMusic                 | [ 2 ]     |
| Christgau's Record Guide | C+        |
| Mojo                     | [ 4 ]     |
| The Music Box            | [ 5 ]     |
| MusicHound Rock          | 3/5       |
| Paste                    | [ 7 ]     |
| Rolling Stone            | [ 8 ]     |
| Uncut                    | [ 9 ]     |

《Mind Games》는 영국의 음악가 존 레논의 세 번째 솔로 스튜디오 음반이다. 1973년 여름 뉴욕의 레코드 플랜트에서 녹음되었으며, 같은 해 10월 29일, 미국에서, 11월 16일, 영국에서 각각 발매되었다. 이 음반은 레논이 필 스펙터의 도움 없이 처음으로 직접 프로듀싱한 작품이다. 이전 음반인 정치적 주제를 담고 다소 과격했던 《Some Time in New York City》와 마찬가지로, 《Mind Games》 역시 발매 당시 엇갈린 평가를 받았다. 이 음반은 영국에서 13위, 미국에서 9위를 기록했으며, 양국 모두에서 골드 인증을 받았다.
이 음반은 레논이 미국 이민 문제로 어려움을 겪고 있었고, 오노 요코와의 18개월간 별거를 시작하던 시기에 녹음되었다. 타이틀 곡은 음반과 동시에 싱글로 발매되었다. 《Mind Games》는 1970년대와 1980년대에 걸쳐 여러 차례 재발매되었으며, 2024년에는 확장판 슈퍼 디럭스 박스 세트로 다시 발매되었다.

## 배경
1973년 초, 존 레논은 지난 18개월 동안 받아들였던 정치적, 사회적 문제들로부터 거리를 두기 시작했다.  이 시기 레논과 아내 오노 요코는 부부 관계에 문제를 겪고 있었으며, 오노는 자신의 네 번째 음반 《Feeling the Space》를 완성 중이었다. 레논은 자신도 새 음반을 녹음하고 싶다는 생각을 하게 되었고, 오노의 음반을 위해 보조이자 프로덕션 코디네이터인 메이 팡이 섭외한 스튜디오 세션 음악가들을 마음에 들어 했다. 이후 그는 팡에게 자신을 위해도 이들을 섭외해 달라고 요청했다. 이전의 정치색이 강했던 상업적 실패작 《Some Time in New York City》보다 더 대중적으로 받아들여질 음반을 만들고 싶었던 레논은, 그리니치빌리지에 있는 자신의 아파트에서 《Mind Games》를 위한 몇 곡의 노래를 작곡하고 데모 녹음을 시작했다. 이는 약 1년 가까이 곡을 쓰지 않던 기간 이후의 일이었다.
미국에 체류하기 위한 법정 출석이 잦아지는 가운데, 레논은 극심한 스트레스를 겪었다. 그의 정치적 활동으로 인해 FBI의 지속적인 감시까지 더해지며, 상황은 더욱 악화되었다. 레논은 "전화 도청하고 따라다니니까, 아무것도 할 수 없었어요. 편집증처럼 돼버렸죠."라고 말한 바 있다. 이러한 모든 상황 속에서 레논은 점차 정서적으로 위축되기 시작했다. 그럼에도 그는 고통을 잠시 뒤로하고 《Mind Games》의 곡들을 쓰기 시작했고, 음반 수록곡 전부를 단 일주일 만에 완성했다.

## 녹음 및 콘텐츠
레논은 《Mind Games》에서 데이비드 스피노자(베이스), 마이클 브렉커(섹스폰), 스니키 피트(페달 스틸 기타), 릭 마로타(드럼) 등 뉴욕의 일류 유명 세션 연주자들과 함께 작업했다. 그리고 이것은 결과적으로 "현대 음악"(Contemporary Music)으로서의 완성도 높은 음반을 만들어 내게 되는 계기가 되었다.
1973년 말, 록 문화는 절정에 달해 있었다. 극도로 치열한 경쟁에서 살아남기 위해서 레논은 자신을 확실하게 부각시켜야 했으며, 이에 새 뮤지션들과 함께 생동감과 지성미 넘치는 곡들을 만들어야 했다. 서정적이면서도 선율이 풍부한 곡들을 수록하고 있는 《Mind Games》는 《Imagine》의 후속작이라고도 볼 수 있으며 언더그라운드 냄새를 풍기고 있다.

## 표지 및 속지
레논이 직접 디자인 한 음반 커버 앞면에서는 요코와의 별거를 암시하는 듯, 산 만한 크기의 요코의 형상이 그늘을 드리우는 황야에서 레논 홀로 여행가방을 들고 서 있는 모습이 표현되어 있다.
이너 슬리브에 삽입된 "누토피아 선언"(Declaration Of Nutopia)에서는 존과 요코가 자신들이 거주하고 있는 뉴욕 다코타 아파트, 즉 누토피아 대사관에서 새로운 국가의 설립을 선언하고 있다. 그 날짜가 크리스마스 다음으로 전 세계인이 함께 즐기는 기념일인 4월 1일, 즉 만우절이라고 하는 농담이 담겨져 있기는 하지만 말이다. 그 내용은 다음과 같다: "우리는 개념의 나라, '누토피아'의 탄생을 선언하노라. 당신이 누토피아를 알기만 하면 이 나라의 시민권을 얻을 수 있다. 누토피아에는 영토도 없고 경계도 없으며 여권도 필요없다. 오직 사람들만 있을 뿐이다. 누토피아는 조화 이외의 어떤 법률도 없다. 누토피아의 모든 사람들은 이 나라의 대사들이다. 누토피아의 대사로서 우리 두 사람은 외교적 면책 특권과 국제연합의 인정을 요청하는 바이다." 누토피아에서의 국기는 흰 손수건, 누토피아에서의 국가는 〈Nutopian International Anthem〉(누토피아 국제 찬가)이다.

## 곡 목록
다음 곡들은 존 레논에 의해 작사/작곡하였다.
| #  | 제목                                  | 재생 시간 |
| -- | ------------------------------------- | --------- |
| 1. | 〈Mind Games〉                        | 4:13      |
| 2. | 〈Tight A$〉                          | 3:37      |
| 3. | 〈Aisumasen (I'm Sorry)〉             | 4:44      |
| 4. | 〈One Day (At a Time)〉               | 3:09      |
| 5. | 〈Bring on the Lucie (Freda Peeple)〉 | 4:12      |
| 6. | 〈Nutopian International Anthem〉     | 0:03      |

| #   | 제목                | 재생 시간 |
| --- | ------------------- | --------- |
| 7.  | 〈Intuition〉       | 3:08      |
| 8.  | 〈Out the Blue〉    | 3:23      |
| 9.  | 〈Only People〉     | 3:23      |
| 10. | 〈I Know (I Know)〉 | 3:49      |
| 11. | 〈You Are Here〉    | 4:08      |
| 12. | 〈Meat City〉       | 2:45      |

## 참여 인원
다음은 음반 부클릿과 RYM으로부터 발췌한 것이다.
- 존 레논 – 프로듀서, 편곡, 보컬(리드, 하모니, 백킹), 기타(리듬, 슬라이드, 어쿠스틱), 클라비코드, 퍼쿠션, 커버 아트
- 더 플라스틱 유.에프. 오노 밴드 - 연주
- 케네스 아셔 – 피아노, 파몬드 오르간, 멜로트론
- 데이비드 스피노자 – 리드 기타
- 고든 에드워즈 – 베이스
- 짐 켈트너 – 드럼
- 릭 마로타 – "Bring on the Lucie"와 "Meat City"에서 짐 켈트너와 함께 드럼
- 마이클 베커 – 색스폰
- 스니키 피트 클레이노우 – 페달 스틸 기타
- 섬싱 디퍼런트 – 백킹 보컬
- 닥터 윈스턴 오부기 & 로스 파라노이아스 - 퍼쿠션, 기타, 클라비넷
- 로이 치깔라, 댄 바르비에로– 엔지니어
- 톰 랩스타넥 – 마스터링

## 인증
| 국가                       | 인증 | 판매량/출하량 |
| -------------------------- | ---- | ------------- |
| 영국 (BPI)                 | 골드 | 100,000^      |
| 미국 (RIAA)                | 골드 | 500,000^      |
| ^출하량을 기반으로 한 인증 |      |               |